# テピート
テピート（スペイン語: Tepito）は、メキシコシティのクアウテモク区モレロス地区の一部にあたる地域である。伝統的な路上市場であるティアンギスが立ち並ぶ場所として知られる。テピートの経済とティアンギスの結びつきはスペイン人の到来以前にさかのぼる。
テピートの人口推計値は38,000人から120,000人までの幅がある。また推定10,000人が外部から市場で物を売るために訪れる。下層階級が住み、犯罪で有名なのもスペイン人以前にさかのぼる。主要な犯罪はコピー商品や偽物の売買だが、強盗でも悪名高く、「過酷な地区」(barrio bravo)の異名がある。このため、市場の客がこの地を敬遠する傾向がある。

## 市場

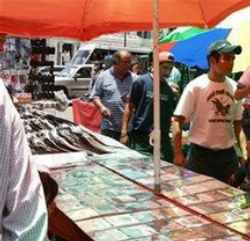
無許可のCDを販売する店

路上の市場であるティアンギスはテピートの25の通りを占め、そのほかに3つの常設市場があって、それぞれ食料、靴、中古品を売っている。テピートでは大部分の人々が商売によって生計を立てている。テピートのティアンギスはバラティーヨ（バラティーホとも）と呼ばれ、安売りで知られる。混雑がひどすぎてバスは人込みや露店のぎりぎりを徐行して走らなければならない。
ファユカと呼ばれるコピー商品の販売は1970年代にはじまった。かつてはアメリカ合衆国へ行ってコピー商品を入手していたが、今は多くが中国からの輸入品である。無許可のオーディオ・ビデオ機器の販売も盛んである。2005年にテピートの露天商は8千億ペソの売上があり、2200億ペソが税を逃がれたと推測されている。
水曜には衣服の安売りの市場がテノチティトラン通りで開かれる。日曜にはレフォルマ通りで大規模な骨董品市場が開かれる。路上販売される食事でもっとも売れるものはミガスと呼ばれるシチューで、水、ポブラノ、牛と豚の骨、パンからなる。

## 犯罪
テピートの主要な犯罪行為はコピー商品や盗品の売買である。メキシコで消費される不法なコピー品または偽物のうち7割がここで売買される。薬物取引も問題であり、1970年代にコピー商品をアメリカ合衆国からトラックで輸入していた頃に、空のトラックを戻すのが無駄と考えられたため、帰りはマリファナを積むようになった。薬物の遍在によってテピートの若者の間に薬物問題が起きている。武器の売買も増えている。
しかしながらテピートに「過酷」(bravo)という悪名を与えているのは強盗である。強盗がバイクに乗って歩行者を襲撃する手口も多い。2006年に歩行者に対する強盗は317件が報告されている。強盗や警察による襲撃が客をおびえさせ、市場を敬遠させる理由になっている。

## その他

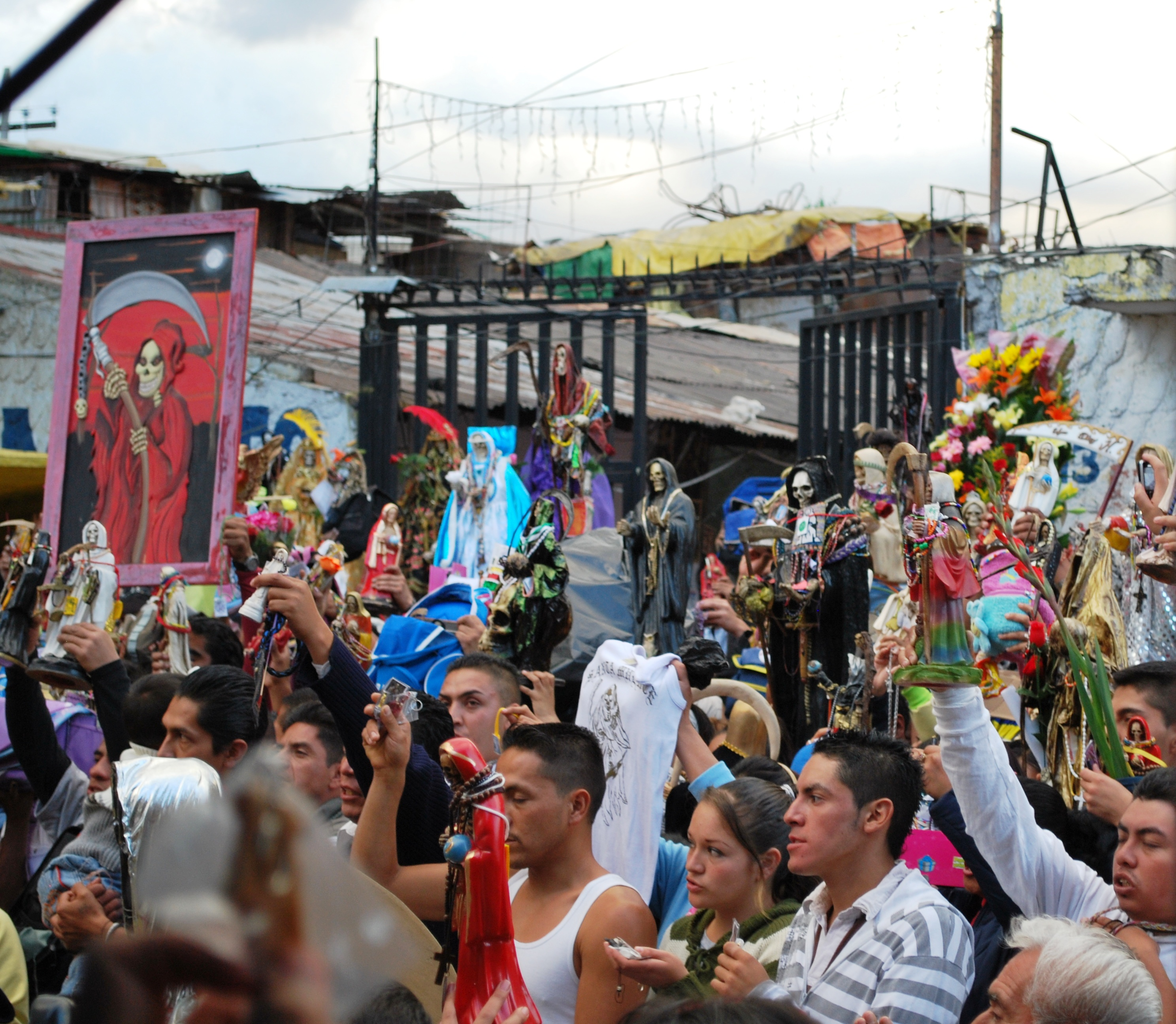
サンタ・ムエルテの図像を掲げる信者たち

1932年にデビューしたキッド・アステカ (Kid Azteca) 以来ボクシングはテピートの伝統であり、メキシコシティ地下鉄B号線のテピート駅の看板にはボクシングのグラブが描かれている。
テピートではサンタ・ムエルテの信仰が盛んである。

## 歴史
考古学的発掘によれば、アステカ時代初期には貧しい村でテスココ湖の漁業などによって生計を立てていた。その後アステカに従属するようになると、現地民は近くのトラテロルコの市場で交易することを禁じられた。この地はトラテロルコで商品を売る商人の宿泊地となり、メカマリンコと呼ばれた。
スペイン人による征服当時、テオカリ・テピトン（teocalli-tepiton、「小さな神殿」を意味する）という神殿があり、スペイン人は略してテピートと呼んだ。テピートには相変らずメキシコシティの市場に商品を運ぶ人々のための宿屋があったが、トラテロルコ市場での地位を失った先住民もテピートに移ってきた。植民地時代から独立初期にかけて、メキシコシティの中心から追いだされた非公式の市場もテピートに移った。
米墨戦争中、テピートの住民はウィンフィールド・スコット将軍の軍隊に抵抗し、馬を盗んだり闇に紛れて兵士を殺したりした。報復としてスコット将軍はテピートを砲撃して破壊した。
19世紀末から20世紀はじめにかけて鉄道が開通すると、商品は鉄道で運ばれるようになり、テピートの宿屋は貸家に変化した。1901年、国立宮殿の南にあった主要なティアンギスのエル・ボラドールが閉鎖され、商人たちはテピートに移転してきた。
メキシコ革命時に世界労働者の家 (Casa del Obrero Mundial) がテピートに成立した。1920年代にはクリステロ戦争を逃がれたハリスコ州やグアナフアト州の避難民の多くがテピートに住んだ。その多くは靴屋であり、テピートは靴の生産で有名になった。衣服や家電再利用品の重要な生産地にもなった。
流入者の増加により、テピートはメキシコシティの最初のスラム街のひとつに変化した。居住環境が劣悪で、1945年にはメキシコでもっとも住みにくい町のひとつと考えられていた。1985年のメキシコ地震では17-18世紀の古い建物の多くが倒壊、人々は家を求めてテピートを去り、その後に新しい人々が流入してきた。テピートの再開発は何度も試みられたが、今のところ住民の抵抗によって失敗している。

## テピート出身の有名人
- クアウテモク・ブランコ - サッカー選手、政治家。
- フベンティーノ・ローサス - 作曲家。グアナフアト州出身だがテピートに住んでいたことがある。
- カンティンフラス - 俳優。
- エル・サント - プロレスラー。
- ウラカン・ラミレス - プロレスラー。
- カリスティコ - プロレスラー。
- マルコ・アントニオ・バレラ - プロボクサー。
- ルーベン・オリバレス - プロボクサー。
- カルロス・サラテ - プロボクサー。